# 삼변측량

B 위치에서, 각 기준점 P1, P2, P3으로부터의 상대적인 위치를 알고자 한다. r1을 측정하는 것으로 자신의 위치는 P1을 중심으로 하는 원 상에 있다는 것을 알 수 있다. r2를 측정하면, 해당 원 상에서도 A나 B 점 둘 중 하나라는 것을 알 수 있다. 마지막으로 r3를 측정하면, B점에 있음을 확실히 할 수 있다. 에러를 줄이기 위해 추가적인 기준점을 사용할 수도 있다.

삼변측량(三邊測量, trilateration)은 삼각측량과 마찬가지로 삼각형 기하학을 사용하여 물체의 상대 위치를 구하는 방법이다. 하나의 변의 길이와, 양 끝의 두 각을 이용하는 삼각측량과는 달리 삼변측량은 목표의 위치를 알기 위해서 두 개 이상의 기준점과, 물체와 각 기준점과의 거리를 이용한다. 삼변측량만으로 2차원 면에서의 상대위치를 정확하고 유일하게 결정하기 위해서는 최소한 3개의 기준점이 필요하다.

## 같이 보기
- 삼각측량
- 삼각법